# Niederländische Badmintonmeisterschaft 1994
Die Niederländische Badmintonmeisterschaft 1994 war die 49. Austragung der nationalen Titelkämpfe im Badminton in den Niederlanden.

## Sieger und Finalisten
| Disziplin    | Gold                             | Silber               |
| ------------ | -------------------------------- | -------------------- |
| Herreneinzel | Pierre Pelupessy                 | Jeroen van Dijk      |
| Dameneinzel  | Astrid van der Knaap             | Erica van den Heuvel |
| Herrendoppel | Ruud Kuijten Joris van Soerland  |                      |
| Damendoppel  | Eline Coene Erica van den Heuvel |                      |
| Mixed        | Ron Michels Erica van den Heuvel |                      |